# Herpetogramma moderatalis
Herpetogramma moderatalis is een vlinder uit de familie van de grasmotten (Crambidae), uit de onderfamilie van de Spilomelinae. De wetenschappelijke naam van deze soort is voor het eerst gepubliceerd in 1881 door Hugo Theodor Christoph.
De soort komt voor in China en het verre oosten van Rusland (Vladiwostok en het gebied rond de Amoer).